# Cantonul Lapalisse
Cantonul Lapalisse este un canton din arondismentul Vichy, departamentul Allier, regiunea Auvergne, Franța.

## Comune
- Andelaroche
- Arfeuilles
- Barrais-Bussolles
- Billezois
- Le Breuil
- Châtelus
- Droiturier
- Isserpent
- Lapalisse (reședință)
- Périgny
- Saint-Christophe
- Saint-Étienne-de-Vicq
- Saint-Pierre-Laval
- Saint-Prix
- Servilly